# Lucas van Leyden
Lucas van Leyden, född 1494 i Leiden, död 8 augusti 1533, var en flamländsk konstnär. Han var samtida och vän med Albrecht Dürer, som han lärde känna under dennes Antwerpenresa.

## Biografi
Lucas van Leyden blev den holländska konstens förste store mästare, särskilt som grafiker där han först influerades av Dürer, senare av Marcantonio Raimondi. Som oljemålare gick han i lära hos Cornelis Engebrechtsz. i Leiden, där museet förvarar hans främsta verk, ett flygelaltare med Yttersta domen. På Louvren finns Lot och hans döttrar och på Kaiser Friedrich-Museum flera bilder, bland annat Schackspelare. Förutom bibliska ämnen och genremotiv målade Leyden även porträtt. Inte minst i sina teckningar, av vilka British Museum har det största antalet, visar van Leyden sin skarpa observationsförmåga, rika uppfinningsförmåga och säkra hand. 
Som kopparstickare är 175 blad av Lucas van Leydens hand kända. Han fick här stort inflytande över andra konstnärer; bland hans arbeten märks Antonius' frestelse (1509), den så kallade Stora Ecce-homo, Den förlorade sonens återkomst en avbildning av liknelsen om den förlorade sonen och Det stora Calvarieberget (1517). På 1520-talet tillägnade sig van Leyden etsningstekniken. Leyden har även skapat omkring 30 förlagor till träsnitt, bland annat Abraham ledande Isak till offring och två serier Kvinnans makt över mannen. 
Lucas van Leyden är representerad vid bland annat Göteborgs konstmuseum.

## Bilder

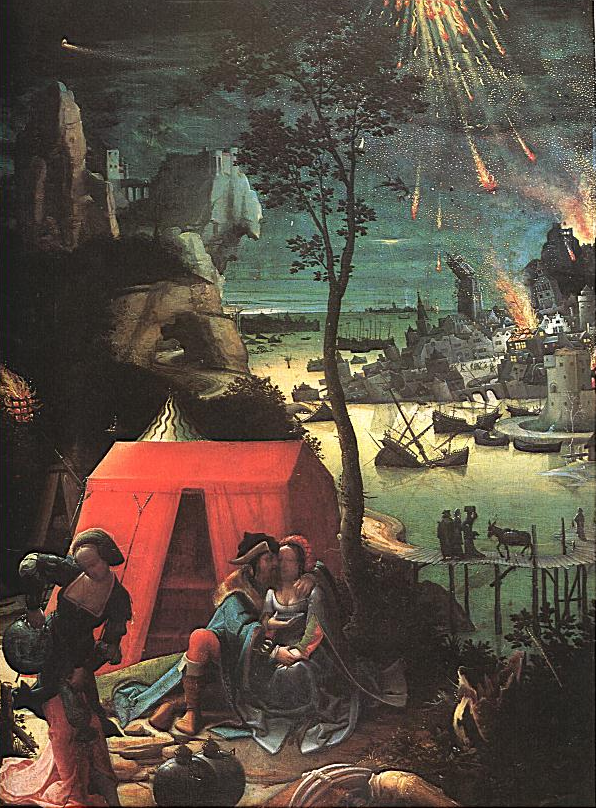
Lot och hans döttrar (cirka 1509).
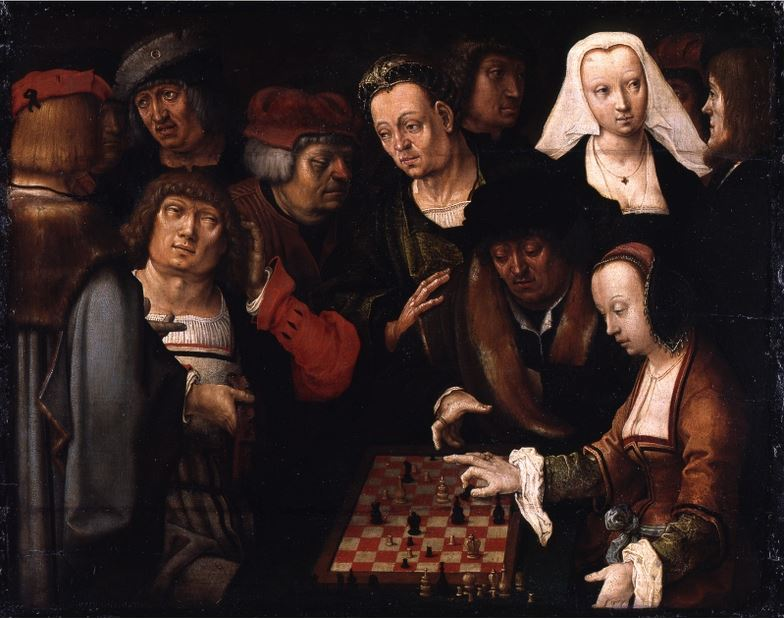
Schackspelet (cirka 1508).
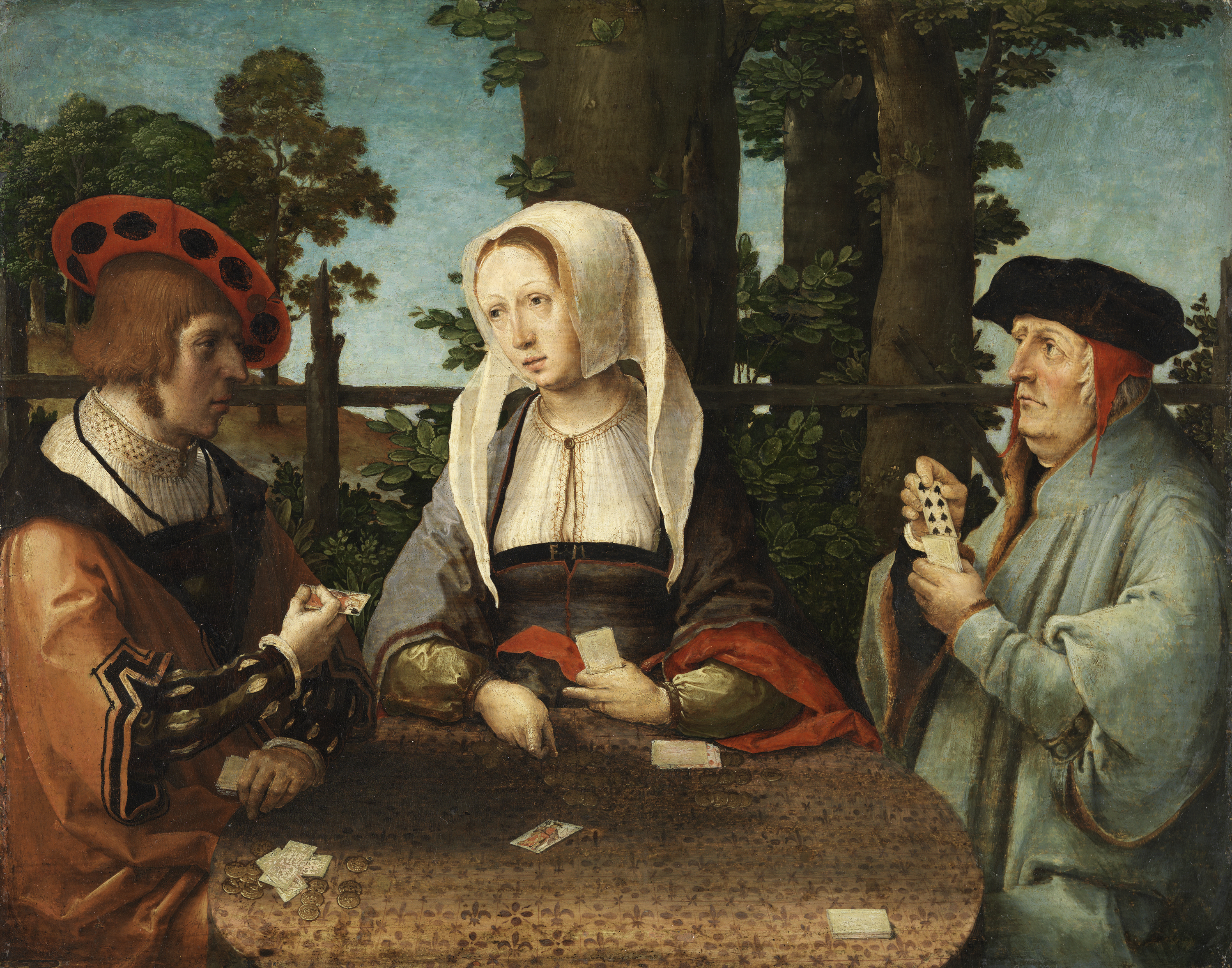
Kortspelare (1525).
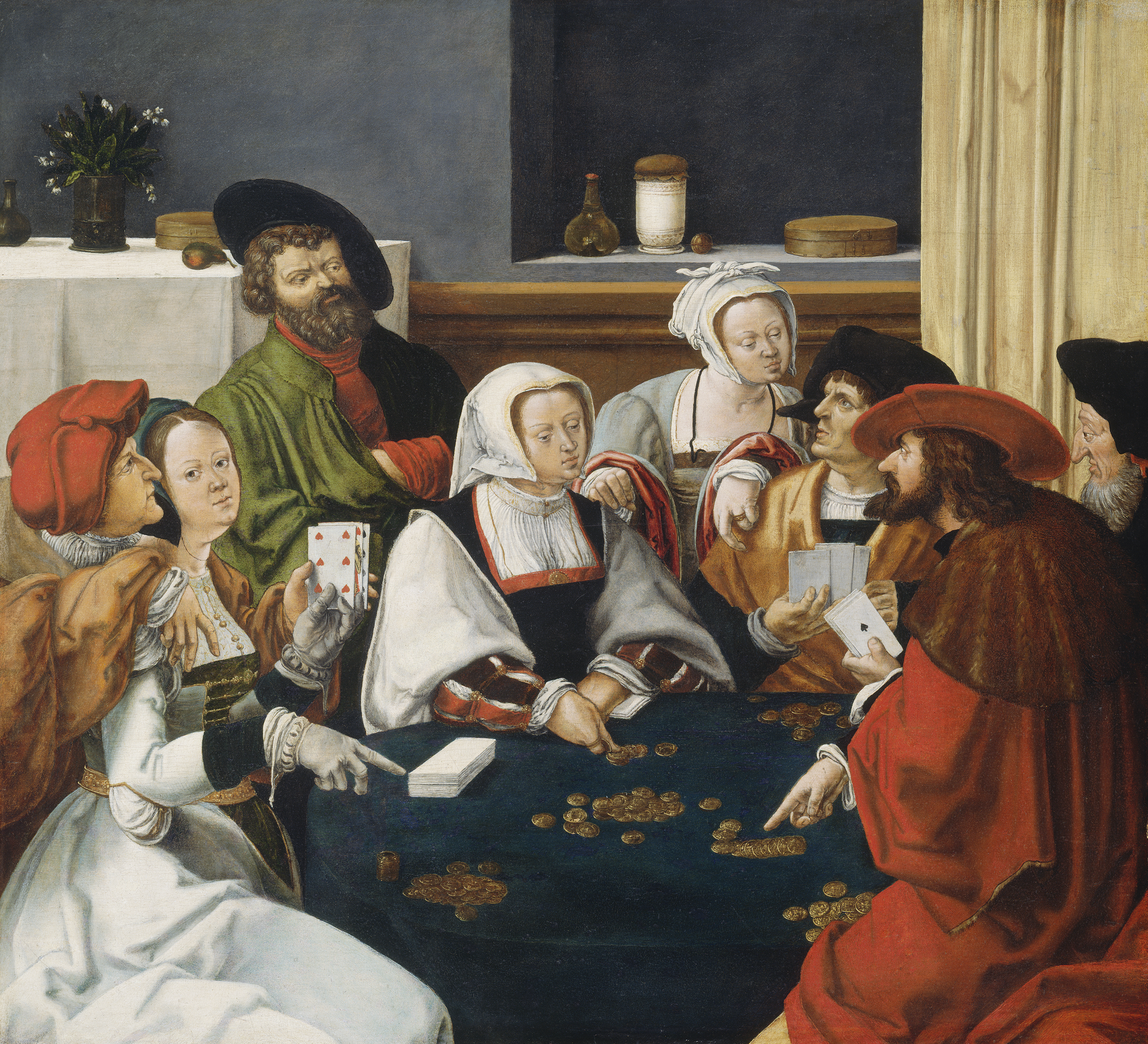
Kortspelare (1508).
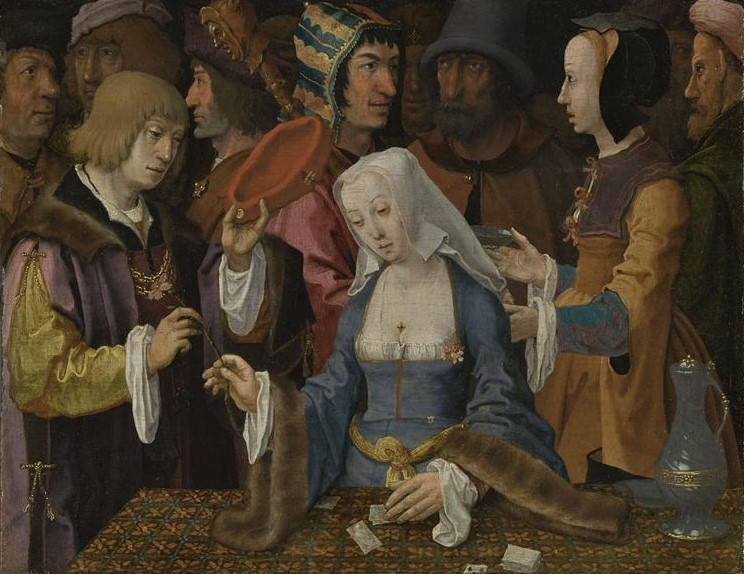
Spåkvinnan.
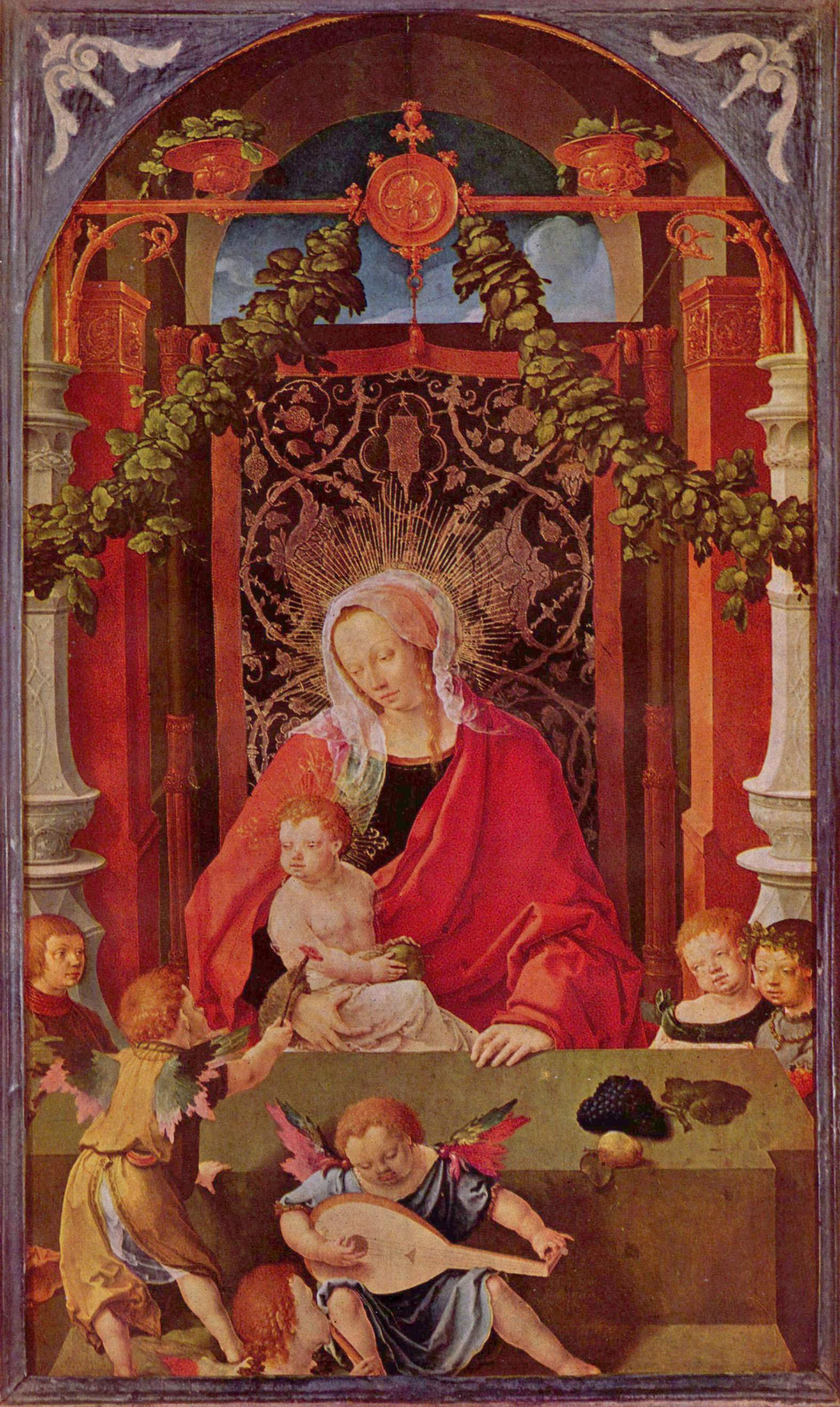
Maria med Jesusbarnet (cirka 1517).
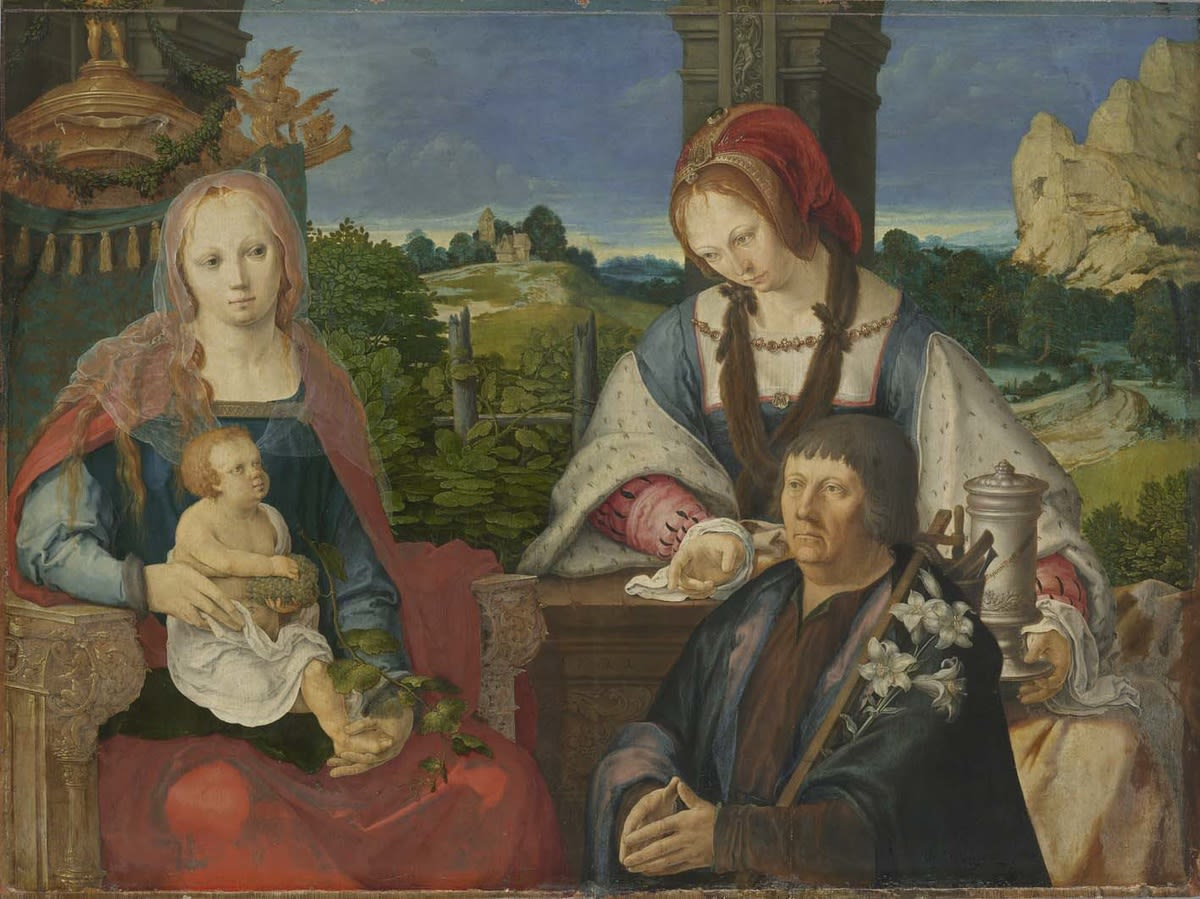
Maria med Jesusbarnet (1522).